# Сятко
«Сятко» (с эрз. — «Искра») — литературно-художественный и общественно-политический журнал, издаваемый в Саранске. В советский период — один из органов печати Союза писателей РСФСР. Публикации журнала выходят на эрзянском языке.

## История создания
Издается с января 1929 года в Самаре, 1 раз в месяц. Решение об издании журнала с сельскохозяйственным уклоном для эрзян было принято 5 апреля 1928 года на Всероссийском совещании партийных работников по периодической и непериодической мордовской печати. Первые номера «Сятко» вышли в Самаре при активной помощи мордовской секции Средне-Волжского обкома партии. В январе 1930 года, в связи с созданием Мордовской автономной области, журнал начал издаваться в Саранске.
В соответствии с решением ЦК ВКП(б) от 26 июня 1941 года на заседании бюро Мордовского обкома ВКП(б) 5 июля 1941 года было предложено Союзу писателей Мордовской АССР до особого указания прекратить издание журнала «Сятко».
С января 1946 года по май 1956 года вместо журнала издавался литературно-художественный альманах «Изнямо» («Победа»). С июня 1956 года журнал стал выходить под названием «Сурань толт» («Сурские огни»). Первоначальное название «Сятко» журналу было возвращено в январе 1956 года.
Журнал выходил 1 раз в 2 месяца, ежемесячным изданием стал с ноября 1991 года.
Учредителями журнала являлись: до декабрь 1990 года — Союз писателей Мордовской АССР, с января 1991 года по май 1999 года — Союз писателей Мордовии и коллектив редакции, с июня 1999 года по декабрь 1999 года — Правительство Республики Мордовия и коллектив редакции. С января 2000 года учредителем «Сятко» является Правительство Республики Мордовия.
Указом Президиума Верховного Совета СССР от 6 марта 1979 года за заслуги и развитии литературы и активное участие в воспитании трудящихся журнал награждён орденом «Знак Почета».
В разные годы журнал «Сятко» возглавляли:
- Д. И. Гребенцов (1929-08.1931)
- К. Д. Звездин (09.1931-08.1932)
- А. М. Лукьянов (09.1932-08.1933)
- А. Д. Куторкин (09.1933-12.1933)
- Ф. А. Потешкин (01.1934-04.1935)
- И. И. Прокин (05.193-1-.1935)
- А. Д. Куторкин (11.1935-12.1937)
- Д. Ф. Учаев (01.1938-05.1939)
- Н. И. Филиппов (06.1939-06.1941)
- Н. Л. Иркаев (01.1956-04.1958)
- С. Е. Вечканов (05.1958-08.1959)
- А. Д. Куторкин (09.1958-06.1959)
- А. К. Мартынов (07.1959-10.1963)
- Е. И. Пятаев (11.1963-12.1966)
- А. С. Щеглов (01.1967-12.1971)
- А. К. Мартынов (01.1972-06.1977)
- И. А. Калинкин (07.1977-05.1984)
- А. М. Доронин (06.1984-01.2000)
- А. В. Арапов (2000 — 14.06.2011) — выпускник факультета журналистики Московского государственного университета им. М. В. Ломоносова, заслуженный поэт Мордовии.

На сегодняшний день главный редактор журнала — Т. В. Разгуляева, член Союза журналистов России, заслуженный деятель культуры РМ.